# 卡埃蒂特
卡埃蒂特（葡萄牙語：Caetité）是巴西巴伊亚州的一个市镇。总面积2306.382平方公里，2009年总人口48,007人，人口密度20.8人/平方公里。